# Botaurinae
Botaurinae je potporodica ptica u porodici čaplji. Bukavci su kraćeg vrata i često plahiji pripadnici ove potporodice.
Nastanjuju močvare i slična vlažna staništa i hrane se vodozemcima, gmazovima, kukcima i ribama. Za razliku od roda, ibisa i žličarki, čaplje i bukavci lete sa savijenim vratom, a ne ispruženim kao kod prvih.
U rod Ixobrychus spadaju uglavnom malene vrste:
- čapljica voljak, Ixobrychus minutus
- Ixobrychus dubius
- Ixobrychus novaezelandiae (izumrla)
- Ixobrychus cinnamomeus
- Ixobrychus involucris
- Ixobrychus exilis
- Ixobrychus sinensis
- Ixobrychus eurhythmus
- Ixobrychus sturmii
- Ixobrychus flavicollis

U rod Botaurus spadaju veće vrste:
- Američki bukavac, Botaurus lentiginosa
- Bukavac nebogled, Botaurus stellaris
- Južnoamerički bukavac, Botaurus pinnatus
- Australski bukavac, Botaurus poiciloptilus
- Botaurus hibbardi (izumro)

U rod Zebrilus spada samo jedna vrsta:
- Zigzag čaplja, Zebrilus undulatus

## Vanjske poveznice
|  | Zajednički poslužitelj ima još gradiva o temi Botaurinae |
|  | Wikivrste imaju podatke o taksonu Botaurinae             |